# Ferran Cels

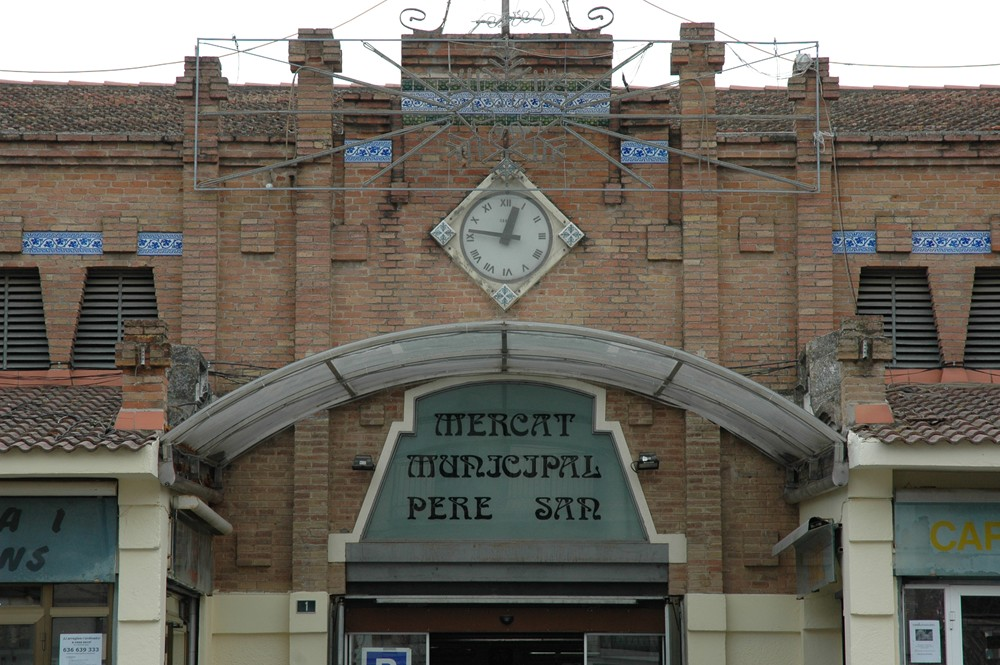
Mercado de Pere San

Ferran Cels (? - San Cugat del Vallés, 1925) fue un arquitecto modernista español.

Cels realizó varias obras privadas en San Cugat del Vallés, de donde era el arquitecto municipal, entre los años 1910 y 1925. En su arquitectura se evidenciaba la influencia modernista con claras influencias de Puig i Cadafalch, como se pone de manifiesto con el proyecto del Mercado de Pere San (1911), situado en la plaza Pere San.

Otras obras destacadas son la Casa Miguel Grau (1915), en la calle de San Esteban, las Escuelas y Convento de las Franciscanas (1918), en la rambla Ribatallada, la Casa Josep Villadelprat (1923), en la calle de este mismo nombre, entre otros.
A su muerte lo sustituyó su ayudante Enric Mora i Gosc, que pasó a ser el arquitecto municipal hasta los años sesenta.
Era cuñado del también arquitecto modernista Eduard Maria Balcells i Buigas.
- Datos: Q2885199
- Multimedia: Ferran Cels i Granell / Q2885199